# Pixel Perfect - Star ad alta definizione
Star ad alta definizione (Pixel Perfect) è un film per la televisione andato in onda il 16 gennaio 2004 su Disney Channel.

## Trama
Roscoe è un geniale teen-ager che per aiutare gli Zettabyes, la band in difficoltà della sua migliore amica Samantha, crea una rockstar olografica di nome Loretta Modern. Quest'ultima ha tanto successo che il gruppo viene relegato a semplice supporto della nuova diva: ma Loretta non è cattiva, cerca solo la propria identità...Un giorno Samantha cerca di imitare Loretta e si fa male, e Loretta prova ad aiutarla...così Samantha si "aggiusta" e Loretta diventa il loro angelo custode.